# Helga Lusetzky
Helga Lusetzky (* 4. September 1940 in Mistelbach) ist eine ehemalige österreichische Politikerin (ÖVP), Hausfrau und Fremdenführerin. Sie war von 1981 bis 1983 Abgeordnete zum Landtag von Niederösterreich.
Lusetzky legte die Matura ab und besuchte danach ein College in London. Sie war in der Folge als Englisch-Sekretärin tätig und legte 1966 die Fremdenführerprüfung ab. Lusetzky, die in St. Christophen lebt, rückte am 9. April 1981 für die in die Landesregierung gewechselte Liese Prokop als Abgeordnete in den Landtag nach. Lusetzky schied jedoch bereits mit dem Ende der Legislaturperiode am 4. November 1983 aus dem Landtag aus. 